# Просценіум

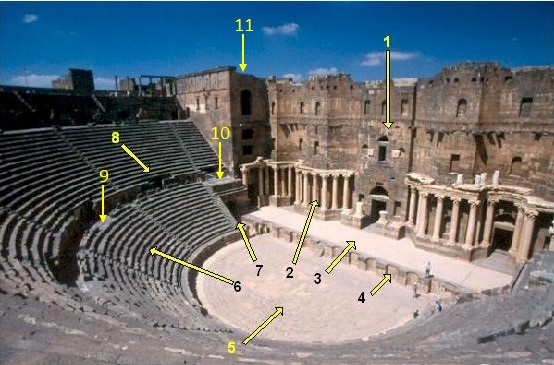

Просценіум, просценій, проскеній (Proscaenium, від грец. Προσκήνιον) — передня, найближча до глядачів частина сцени, розташована перед порталом сцени і завісою. Просценіум виступає в зал для глядачів.
У давньоримському театрі просценіумом називався майданчик для гри акторів (інша її назва — пульпітум), що знаходився перед сценою (грец. Σκηνή). Подальший розвиток просценіум отримав в Італії в XVI в. («Театр Олімпіко» в Віченці з просценіумом шириною 25,72 м і глибиною 6 м). В Англії XVI ст. існував просценіум, відокремлений від сцени розсувною завісою або колонами; просторий, що глибоко вдається в зал для глядачів просценіум перейшов в англійський театр XVII—XVIII ст.